# OTO Melara Mod 56
OTO Melara Mod 56 — горная 105-мм гаубица итальянского производства, построенная и разработанная в компании Oto Melara. Она использует стандартные боеприпасы НАТО (американский тип M1).

## История
OTO Melara Mod 56 была разработана в 1950-х годах для оснащения бригад итальянских горнострелковых войск, чтобы удовлетворить их потребность в современной легкой гаубице. Во время разработки, к Mod 56 был выдвинут ряд уникальных требований, ранее не осуществлённых в Италии для орудий такого калибра: способность перемещения орудия расчётом и возможность использования при ведении огня прямой наводкой с возвышенностей.
Испытания гаубицы проходили в Италии и за рубежом под контролем Европейской международной комиссии. В частности, были проведены: испытания на устойчивость при стрельбе по каменистой, песчаной, илистой местности и с продольными и поперечными неровностями; испытания с максимальным зарядом и скорострельностью в течение шести часов (произведено 720 выстрелов); испытания с максимальным зарядом и интенсивностью в течение одного часа (произведено 180 выстрелов); испытания на полигоне возкой по дороге и бездорожью; транспортировка самолётом и десантирование на парашюте. Также были проведены дополнительные испытания при низких температурах, с применением термостатического материала в течение 72 часов в холодильной камере при температуре −34°С.
В 1960-х годах данное орудие получило распространение в сухопутных войсках различных стран среди легких артиллерийских подразделений, а также в горных, воздушно-десантных и специализированных подразделениях по причине лёгкого веса, что означало, что его можно легко транспортировать вертолётом типа Bell UH-1D на внешнем подвесе. В целом, гаубица Mod 56 поступила на вооружение более чем 30 стран мира.
В армиях Содружества гаубица OTO Melara Mod 56 использовалась для замены пушек-гаубиц QF-25 pounder под обозначением L5 Pack Howitzer с боеприпасами L10. Орудие стало стандартным в Европе (AMF ACE Mobile Force (Land)) и до 1975 года повсеместно использовалось в войсках Бельгии, Германии, Италии и Великобритании.

## Описание
Гаубица спроектирована таким образом, что её можно разложить на 12 частей, каждую из которых можно легко транспортировать. По первоначальному проекту была предназначена для перевозки мулами с использованием специальных вьючных сёдел, а с 2000-х годов транспортировка, в основном, осуществляется на автомобильной технике (джипах) типа Jeep или Land Rover, или бронетранспортерами типа M113 (со снятым щитом).
При перевозке частями, самые тяжёлые части имеют вес 122 кг (щиток), 113,7 кг (салазки) и 109,5 кг (ствол), при этом номер 12 состоит из коробки с принадлежностями и четырёх комплектов выстрелов.

## Модификации
- Pack Howitzer, 105mm, L10A1 — вариант L5 Pack Howitzer для армии Австралии на доработанном лафете L3 Carriage.
- GebHaub 105 (горная гаубица 105) — модификация созданная в ФРГ для вооружения двух горно-артиллерийских дивизионов (225 и 235), отличалась новым стволом орудия немецкого производства и доработанным дульным тормозом[5].
- Model 56 — китайская версия гаубицы, производящаяся компанией Norinco[6].

## Операторы
- Ботсвана (Сухопутные войска Ботсваны) — 6
- Бразилия — 63
- Венесуэла:
  -  Сухопутные войска Венесуэлы — 40
  -  Морская пехота Венесуэлы — 18
- Греция — 333
- Италия — 25 единиц по состоянию на 2024 год[7].
- Замбия — 18
- Индия — 50
- Кения — 7
- Кипр — 72
- Мексика — ?
- Непал — 6
- Пакистан — 113
- Португалия — 56
- Украина: Национальная гвардия Украины — некоторое количество[8]
- Таиланд — 12

## Боевое применение
- Война в Малайе: использовалась армиями Великобритании, Австралии и Малайзии. После вывода иностранных контингентов гаубицы этой модели продолжали использоваться малайзийскими вооружёнными силами против партизан приблизительно до начала 1980-х годов.
- Аденский кризис: 2 лёгких артиллерийских полка армии Великобритании были вооружены L5.
- Индонезийско-малайзийская конфронтация: ограниченно применялись контингентами Великобритании и Австралии.
- Война во Вьетнаме: использовались контингентами Австралии (5 батарей) и Новой Зеландии (1 батарея).
- Гражданская война в Нигерии: порядка 50 штук использовались правительственными войсками.
- Фолклендская война: гаубица Mod 56 использовалась 2 артиллерийскими группами армии Аргентины.
- Война Альто-Сенепа: 1 батарея гаубиц Mod 56 состояла на вооружении 8-й группы полевой артиллерии 5-го военного округа армии Перу.
- Конфликт на Северном Борнео: 1 батарея использовалась армией Малайзии во время операции «Даулат» в 2013 году.
- Война в Украине: в январе 2023 года Вооружённым силам и Национальной гвардии Украины поставлено 8 гаубиц Mod 56 из резерва армии Испании.